# 虹の都へ
「虹の都へ」（にじのみやこへ）は、高野寛の4枚目のシングル。

## 概要
MIZUNOのスキーウェア「ケルビンサーモ」のCMソングとしてつくられ、テレビ番組『ねるとん紅鯨団』（フジテレビ）のスポンサーがMIZUNOの一社提供であったこともあり、半年間放送された。
シングルとして発売されると、発売週からオリコンチャートで2位を記録、その後もロングヒットし、高野自身最大のヒット曲となった。本作のプロデュースは、高野が敬愛するアーティスト、トッド・ラングレンが務めた。
次作「ベステン ダンク」の歌詞に本作のタイトルが流用されている。
2003年には、NHK教育の『天才てれびくんMAX』の「ミュージックてれびくん」のコーナーで、ブライアン・ウォルターズがカバーした。

## 収録曲
全曲作詞・作曲・編曲：高野寛
1. 虹の都へ
2. やがてふる